# Apanteles lycidas
Apanteles lycidas är en stekelart som beskrevs av Nixon 1965. Apanteles lycidas ingår i släktet Apanteles och familjen bracksteklar. Inga underarter finns listade i Catalogue of Life.